# Mummio Faustiano
Mummio Faustiano (latino: Mummius Faustianus; fl. 262) è stato un console dell'Impero romano.
Il suo nome è anche riportato nelle iscrizioni come Nummius Fausianus, Faustinianus e Faustinus.
Nel 262 ebbe l'onore di esercitare il consolato assieme all'imperatore romano Gallieno; la loro nomina non venne riconosciuta nelle Gallie, dove fu console Postumo, l'imperatore dell'Impero delle Gallie, uno stato secessionista dell'impero.